# Pelenka
A pelenka jó nedvszívó képességű alsóruházat, melyet általában olyan személyek viselnek, akik életkoruknál vagy egészségi állapotuknál fogva nem képesek kontrollálni vizelési, illetve ürítési ingereiket. Ide tartozhatnak a kisbabák, egyes fogyatékkal élők, illetve az inkontinenciában szenvedők.
Esetenként előfordul az is, hogy olyanok viselnek pelenkát, akik olyan speciális helyzetben vannak, ahol nem áll módjukban felkeresni a mellékhelyiséget, vagy ez esetleg nincs engedélyezve számukra. Ilyenek lehetnek például:
- Őrök, akik nem hagyhatják el posztjukat.
- Búvárok, akik hosszú órákon keresztül vannak a víz alatt búvárfelszerelésükben.
- Asztronauták az űrhajó fel- és leszállásakor, amikor hosszú órákra kénytelenek a helyükön maradni, biztonsági okokból; valamint az űrjárműveken kívül teljesített űrséta idején.

## Története
A modern pelenka megjelenése a XIX. század elejére tehető, Európában és Észak-Amerikában ekkoriban kezdték az anyák a pamutból készült kezdetleges pelenkába öltöztetni gyerekeiket, amelyeket rendszerint egy biztosítótű tartott a helyén. Az első tömeggyártott szövetpelenkákat 1887-ben, az Amerikai Egyesült Államokban Maria Allen készítette. Az Egyesült Királyságban a pelenkákat ekkoriban jellemzően frottírból készítették, amelyekbe puha muszlin bélés került.
A szövetet néha gyapjúval vagy gumival burkolták be, hogy megelőzzék a pelenka szivárgását, bár az orvosok úgy hitték, hogy a gumi használata ártalmas lehet, mert felsértheti a babák bőrét. Gyakran előfordultak kiütések és ennek következtében fertőzések is, a helyzeten pedig csak rontott a levegőáramlás hiánya. Később azonban fény derült arra, hogy a kiütéseket és fertőzéseket nagyrészt a pelenkák higiéniailag nem megfelelő használata okozta, azokat ugyanis sokszor nem cserélték eléggé gyakran vagy nem mosták ki elég alaposan.
Az eldobható pelenka a XX. században született meg. Az 1930-as években a Robinsons of Chesterfield vállalat "megsemmisíthető babakendőket" kezdett szerepeltetni nagyközönség számára szánt katalógusában.  1944-ben a svéd Pauliström papíripari vállalat munkatársa, Hugo Drangel egy olyan tervvel állt elő, mely szerint cellulózvattával bélelnék ki a szövetből és gumiból készült pelenkákat. A cellulóz azonban túlságosan durva anyagnak bizonyult, és a nedvességre sem reagált megfelelően.
1946-ban Marion Donovan egy a fürdőszobájából vett zuhanyfüggönyt felhasználva készítette el a „boatert”, amely lényegében egy a pelenka külső felére húzott műanyag borítás volt. A modellt először 1949-ben, a Saks Fifth Avanue-n található boltjában kezdték árulni. A termék szabadalmát 1951-ben jegyezték be, Donovan pedig később 1 millió dollárért adta el a vízálló pelenkát. Donovan emellett egy eldobható papírpelenkát is tervezett, ennek koncepcióját azonban nem volt képes eladni.Andrew Boyd:  ENGINEERING DIAPERS. www.uh.edu (angolul) (Hozzáférés: 2015. szeptember 23.) arch
1947-ben egy angliai háziasszony, Valerie Hunter Gordon fejlesztette ki a Paddi nevű kétrészes pelenkát, amely egy eldobható (gyapjúval bevont cellulózból) betétből és egy patentekkel állítható műanyag külső részből állt. A külső részhez Gordon először régi ejtőernyőket használt fel. Szabadalmát 1948-ban jegyeztette be, és azt 1949 októberében ítélték neki. A termék árusítása nehezen indult be, Gordont és férjét több vállalat is elutasította, az első 400 darabot az asszony saját otthoni varrógépével készítette el. Férje végül 1949-ben egy üzleti ebéden találkozott Sir Robert Robinsonnal. Ez év novemberében Valerie aláírta a szerződést a Robinsons of Chesterfield vállalattal, ezután pedig beindult a termék tömeggyártása. A Paddi egészen az „all-in-one” pelenkák piaci megjelenéséig igen népszerű termék maradt.
Svédországban Hugo Drangel lánya, Lil Karhola Wettergren 1956-ban továbbfejlesztette apja ötletét egy külső réteget adva hozzá, így a Paddihoz hasonló kétrészes pelenkát hozva létre. Ötletét azonban neki sem sikerült értékesítenie.
Az 1950-es években a Johnson and Johnson, Kendall, Parke-Davis, Playtex és Molnlycke vállalatok is belétek az eldobható pelenkák piacára1956-ban pedig a Procter & Gamble kezdett termékfejlesztésbe e téren. Victor Mills csoportja fejlesztette ki a pelenkákat, amelyek később a Pampers márkanév alatt futottak. Bár a termékfejlesztés már 1959-ben célt ért, a pelenkákat csak 1961-ben dobta piacra a vállalat. A Pampers jelenleg évi több mint 10 milliárd dolláros bevételt biztosít a Procter & Gamble-nek.
A következő évtizedekben az eldobható pelenkák piaca rohamos növekedésnek indult, a Procter & Gamble Pampers termékei, illetve a Kimberly Clark Huggies pelenkái pedig leszorították az árakat, így a kisebb jövedelmű családok is megengedhették maguknak azok megvásárlását.
Számos fejlesztést végeztek a következő években, ekkor jelent meg a homokóra-forma is, amely kényelmesebbé tette a pelenka viselését a babák számára és könnyebbé tette a pelenka kezelését is. Később megjelentek a tépőzárak is, majd 1984-ben használni kezdték a nagy nedvszívó képességgel bíró nátrium-poliakrilát műanyagokat, amelyeket eredetileg 1966-ban fejlesztettek ki.

## Fajtái

### Eldobható
Az első eldobható pelenkát 1948-ban Valerie Hunter Gordon készítette, Sebastian Zini de Ferranti feltaláló unokája.
Az évek során a koncepció számos fejlesztésen ment át, megjelentek többek között a szuperabszorbens polimerek (1978), tépőzárak és elasztikus derékszíjak. A modern pelenkák sokkal vékonyabbak, nedvszívó képességük jóval nagyobb, mint a korai típusoké.
A modern eldobható pelenkák és inkontinencia termékek réteges szerkezetűek, ami lehetővé teszi a vizelet továbbítását a nedvszívó mag felé, ahol az elszigetelhető.

### Szövetpelenka
A szövetpelenkák újrahasznosíthatóak, természetes és mesterséges anyagokból, vagy ezek kombinációjából is elkészíthetőek. Gyakran ipari pamutból készülnek, amelyet kifehérítenek vagy meghagyják az anyag természetes színét. Más természetes alapanyagok lehetnek a gyapjú, a bambusz és a fehérítetlen kender. Természetes anyagként általában mikroszálas bélést vagy külső poliuretán filmrétegre laminált textíliát (PUL) használnak.

## Használata

### A pelenka gyermekeknél
A gyermekek másfél- és négyéves koruk között általában már szobatisztává válnak (hogy pontosan mikor, az függ a kultúrától, amelyben nevelkednek, a pelenka típusától, a szüleik szokásaitól és a gyermek személyiségétől), és a továbbiakban nincs szükségük pelenkára, ám vannak gyermekek, akiknek (különösen éjjel) még nyolcéves korukig (vagy még tovább) is problémájuk van a vizelettartással. Az ilyen problémának számtalan oka lehet, például nem megfelelő mennyiségben termelt antidiuretikus hormon, az, hogy a gyermek a kis mennyiségű (apránként csöpögő) vizeletet nem képes megfelelően kezelni, illetve érzelmi okok is közrejátszhatnak, de ez jóval kevésbé gyakori, mint a közvélekedés ezt hiszi. Néha még idősebb (egyébként szobatiszta) gyermekeknek is szükségük lehet pelenkára, például utazásoknál. Ezen gyermekek számára speciális, nagyméretű pelenkákat fejlesztettek ki, illetve olyanokat, amelyek külsőre alsónadrágnak tűnnek, és kezelésükhöz nincs szükség tűzésre, vagy közvetlen szülői segítségre.
A textilpelenka nedvszívó képessége növelhető extra betétek (párnácskák) segítségével. Egy nagyon vastag pelenka ugyanakkor akadályozhatja a gyermeket a szabad mozgásban, de ha a szivárgást meg akarjuk akadályozni, a pelenka nem lehet nagyon vékony sem.
Az, hogy a pelenkát mikor cserélik le, leginkább a gyermek gondviselőjén múlik. Sokan azt gondolják, hogy a pelenkát minden nap rögzített időpontokban (például étkezések és csendes pihenő után) érdemes lecserélni, mások szerint érdemes ennél rugalmasabbnak lenni, és a „szükséghez” alkalmazkodni, és megint mások szerint a pelenkát közvetlenül az ürítés bekövetkezte után le kell cserélni. Bizonyos pelenkákat jelző csíkkal látnak el, mely nedvesség hatására elszíneződik, így könnyebben meghatározható a csere szükségessége.

### A pelenka felnőtteknél
A felnőttek gyakrabban orvosi, patológiás esetben inkontinencia, ritkábban szexuális vonzalom (fétis, kink), érzelmi biztonság vagy hobbi megélésekor (autonefiofilia és/vagy parafiliás infantilizmus, ageplay miatt) viselnek pelenkát. Ez hasonló a gyerekpelenkákhoz, csak a mérete és kapacitása igazodik a felnőtt emberek testéhez. A kereskedelemben felnőttek számára is kapható eldobható- és textilpelenka vagy mosható patentos nadrághoz hasonlatos slip pelenka (benne textil és mikroszálas nedvszívó anyag, amit kívülről a "főzőmosást" is elviselő műanyag réteg borít).

## Külső hivatkozások
- Tóth Eszter Zsófia - Textilpelenkák és szobatisztaságra nevelés a Kádár-korszakban (Napi Történelmi Forrás blog, 2020.07.25.)
- Csúcsnyomortól csúcsszemétig / A magyar papírpelenka története - Arcanum blog, 2020.05.26.
- A pelenkázás története a középkortól napjainkig: mikor mit használtak?
- Történet a Pampers oldaláról
- Hol lehet utána nézni a neten még?
- Egy kis pelenkatörténelem